# Cốc Cốc
Cốc Cốc (с вьет.  — «Тук-тук»; предыдущее название: Cờ Rôm+ (от Chrome Plus)) — веб-браузер, ориентированный на вьетнамский рынок, разработанный вьетнамской компанией Cốc Cốc и основанный на открытом исходном коде Chromium. Cốc Cốc доступен для операционных систем Windows, Windows Phone, Android, macOS и поддерживает английский и вьетнамский языки. Компания Cốc Cốc также имеет собственную поисковую систему Cốc Cốc Search Engine.
Согласно данным StatCounter, в июле 2013 года Cốc Cốc входил в пятёрку самых популярных браузеров во Вьетнаме. Большинство функций Cốc Cốc аналогично функциям Google Chrome. Браузер включает в себя средства автоматического набора текста, возможность обхода блокировки DNS, встроенный англо-вьетнамский словарь и проверку орфографии, поддержка протокола BitTorrent через пользовательский интерфейс загрузки.

## История
Первая версия браузера была представлена под торговой маркой Cờ Rôm+ (вьетнамская транскрипция Chrome Plus) 4 декабря 2012 года. В то время интерфейс Cốc Cốc был похож на интерфейс Google Chrome, но в браузер уже были интегрированы две функции: возможность загрузки файлов в несколько потоков и хранение медиаконтента. Браузер был официально представлен пятью месяцами позже, 14 мая 2013 года. Через два месяца после официального выпуска количество пользователей Cốc Cốc во Вьетнаме превысило аудиторию Opera, а затем — Safari и Internet Explorer.
2 апреля 2014 года Cờ Rôm+ был официально переименован в браузер Cốc Cốc, чтобы объединить бренды компании под этим именем: Cốc Cốc Search Engine, браузер Cốc Cốc и мобильное приложение Nhà Nhà.
В октябре 2017 года количество пользователей Cốc Cốc составляло 22 млн, что позволило браузеру занять второе место по популярности во Вьетнаме после Google Chrome.

## Особенности
Cốc Cốc имеет механизм для выполнения обратного разрешения доменного имени, позволяющий обходить заблокированные веб-сайты в DNS. Эта функция была введена 14 мая 2013 года в первом официальном выпуске браузера.
Cốc Cốc оснащён системой, которая автоматически добавляет языковой тон к вьетнамскому тексту. Она позволяет пользователю вводить текст на вьетнамском языке без использования таких приложений, как Unikey и Vietkey. Если пользователи вводят любой текст без тона, Cốc Cốc предлагает наиболее вероятные варианты расположения тонов после обработки на сервере Cốc Cốc.
Cốc Cốc может находить мультимедийный контент на большинстве потоковых веб-сайтах и сохранять его на компьютер для просмотра или прослушивания в автономном режиме одним щелчком мыши по значку на панели инструментов. За исключением нескольких сайтов с премиум-подпиской, все популярные веб-сайты потоковой передачи, например, YouTube и Dailymotion, можно скачать в браузере.
В отличие от Google Chrome и большинства других браузеров на основе Chromium, которые удаляют и отменяют все ожидающие загрузки при закрытии браузера, Cốc Cốc сохраняет и возобновляет частичные загрузки (при условии, что сервер, на котором размещен файл, поддерживает эту функцию).

## Доля на рынке
Согласно данным, опубликованным StatCounter в октябре 2021 года, Cốc Cốc превзошёл Mozilla Firefox и с долей 12,82 % стал вторым наиболее часто используемым браузером во Вьетнаме после Google Chrome с его 70,9 %.